# جانيت كارين
جانيت كارين (بالإنجليزية: Janet Karin)‏ هي راقصة أسترالية، ولدت في 1938.